# Бая-Маре (футбольный клуб)
Бая-Маре (рум. Clubul Sportiv Minaur Baia Mare) — румынский футбольный клуб из Бая-Маре, выступающий в Лиге II.

## Награды
- Лига II
  - Победитель (4): 1963/64, 1977/78, 1982/83, 1993/94
  - Призер (11): 1959/60, 1960/61, 1965/66, 1966/67, 1971/72, 1981/82, 1985/86, 1986/87, 1991/92, 2000/01, 2001/02
- Лига III
  - Победитель (5): 1956, 1999/00, 2005/06, 2008/09, 2014/15
- Лига IV - Марамуреш
  - Победитель (2): 2012/13, 2017/18
- Кубок Румынии
  - Финалист (2): 1958/59, 1981/82